# Vizcondado de la Alborada
El vizcondado de la Alborada es un título nobiliario español, que desde el 17 de julio de 1907 comporta la dignidad de grande de España. Fue creado el 2 de junio de 1849 por la reina Isabel II, a favor de su hermano uterino Fernando María Muñoz y Borbón, ii duque de Riánsares, ii duque de Tarancón, xi conde de Casa Muñoz y ii vizconde de Rostrollano. Era hijo de la reina regente María Cristina, viuda y sobrina materna que fue del rey Fernando VII, y de su segundo esposo Agustín Fernando Muñoz y Sánchez, i duque de Riánsares y i marqués de San Agustín.

## Vizcondes de la Alborada
|                        | Titular                                   | Periodo                |
| Creación por Isabel II | Creación por Isabel II                    | Creación por Isabel II |
| ---------------------- | ----------------------------------------- | ---------------------- |
| I                      | Fernando María Muñoz y Borbón             | 1849-1890              |
| II                     | Rita Muñoz y Bernaldo de Quirós           | 1890-1942              |
| III                    | Fernando de Jáuregui y Muñoz              | 1942-1945              |
| IV                     | María de las Mercedes de Jáuregui y Muñoz | 1946-1969              |
| V                      | Florencio Gavito y Jáuregui               | 1970-2005              |
| VI                     | Florencio Fernando Gavito y Mariscal      | 2007-2017              |
| VII                    | Florencio Fernando Gavito y González      | 2020-presente          |

## Historia de los vizcondes de la Alborada
- Fernando María Muñoz y Borbón (Madrid, 27 de abril de 1838-Somió, Gijón, 7 de diciembre de 1910), I vizconde de la Alborada, II duque de Riánsares,[1] II duque de Tarancón, II marqués de San Agustín, I conde de Casa Muñoz y II vizconde de Rostrollano.[3][4]

Casó el 11 de septiembre de 1861 en la iglesia de San Tirso el Real de Oviedo con Eladia Bernaldo de Quirós y González de Cienfuegos (Oviedo, 18 de febrero de 1839-Gijón, 31 de marzo de 1909), hija de José Bernaldo de Quirós y Llanes Campomanes, VII marqués de Campo Sagrado, y de su esposa María Josefa Antonia González de Cienfuegos y de Navia-Osorio. El 3 de junio de 1890 cedió el título a su hija:
- Rita Muñoz y Bernaldo de Quirós (Somió, Gijón, 5 de diciembre de 1865-San Sebastián, 15 de agosto de 1942), II vizcondesa de la Alborada. Alfonso XIII le otorgó la grandeza de España el 17 de julio de 1907.[1][3] Fue dama de la Reina Victoria Eugenia de Battenberg. :: Contrajo matrimonio el 23 de mayo de 1890[1] con Luis María de Jáuregui y Aristeguieta (Pamplona, 28 de agosto de 1859-San Sebastián, 28 de septiembre de 1917[6][1]), I marqués de Villa Marcilla.[3][7] Le sucedió su hijo:

- Fernando de Jáuregui y Muñoz (Pamplona, 21 de marzo de 1894-San Sebastián, 27 de agosto de 1945[1]), III vizconde de la Alborada[1] y II marqués de Villa Marcilla.

No contrajo matrimonio ni tuvo descendencia. Le sucedió su hermana:
- María de las Mercedes de Jáuregui y Muñoz (Pamplona, 23 de febrero de 1891-Ciudad de México, 13 de septiembre de 1968), IV vizcondesa de la Alborada,[1] grande de España, II vizcondesa de Villarrubio y III marquesa de Villa Marcilla.[3][9] Su padre solicitó para ella en 1924 la rehabilitación del vizcondado de Villarrubio, en 1946 sucedió en el vizcondado de la Alborada y en 1949 solicitó la sucesión en el marquesado de Villa Marcilla por el fallecimiento de su hermano Fernando sin sucesión.[8] Cedió en 1953 el marquesado de Villa Marcilla a su hijo, el IV marqués.[9]  :: Contrajo matrimonio en San Sebastián el 16 de enero de 1924 con Florencio Gavito y Bustillo.[1][3][9] Le sucedió su hijo:

- Florencio Gavito y Jáuregui (Biarritz, 5 de junio de 1927- Ciudad de México 28 de octubre de 2005), V vizconde de la Alborada, grande de España,[10] III vizconde de Villarrubio[11] y IV marqués de Villa Marcilla desde 1953.[9]

Casó en Ciudad de México, el 20 de junio de 1950, con María de la Gloria Mariscal y Villela, nacida en Ciudad de México y fallecida en el mismo lugar el 17 de junio de 2008, hija de Fernando y Antonia.  Le sucedió su hijo:
- Florencio Gavito y Mariscal (Ciudad de México, 25 de marzo de 1954-2017), VI vizconde de la Alborada, grande de España[13][1] y IV marqués de Villa Marcilla.[14]

Casó en primeras nupcias por boda civil en 198,2 con Loren Oversted y Calderón, de quien se divorció y después contrajo un segundo matrimonio con Carina González y Gorrochotegui. Le sucedió su hijo del segundo matrimonio:
- Florencio Fernando Gavito y González, VII vizconde de la Alborada, grande de España.[15]